# ダイハツ・アトレー7
アトレー7（アトレーセブン、Atrai7）とは、ダイハツ工業が製造していたミニバンタイプの乗用車である。

## 概要
第33回東京モーターショーにAT-7の名で参考出品された後、2000年7月に発表された。
セミキャブオーバー型の軽ワゴンであるアトレーワゴンをベースとし、リアオーバーハングの延長でサードシートのスペースを確保、定員7名（ファースト2名+セカンド3名+サード2名）を可能とした。大型バンパーやエアロパーツ状のサイドモールの装備もあり、アトレーワゴン比で、全長で370 mm、全幅で40 mm大型化している。
エンジンも車格にあわせ、直列4気筒1.3 LのK3-VE 型となった。アトレーワゴンとの重量差は130 kgから250 kgであるが、排気量を拡大した自然吸気エンジンにより、全域で扱いやすくなっている。
同年10月には、トヨタ自動車にスパーキーの名でOEM供給を開始したが、トヨタでの売れ行きは不振で、本家のアトレー7よりも先に（2003年9月）販売終了している。また、サードシートを廃した5名乗車+荷室の構成で商用登録とした、ハイゼットグランカーゴも発表された。
翌年には同じミニバンのデルタワゴンの生産が中止され、事実上、本車種に統合された。
小型な割に収容力があるため当初それなりの販売実績をあげたものの、基本的には軽商用車のオーバーハング延長（特に後部）のみで仕立てられたボディ構造だけに、車内幅員やレッグスペースなどの居住性、操縦性などは改善にも限界があり、コンパクトミニバンは軽1BOXベースからコンパクトカーベースへ移行するにつれ販売が低迷、日本向けは2004年秋までにハイゼットグランカーゴと共に生産中止となった。
アトレー7は日本国外市場をもターゲットにしており、エクストールの名称で輸出されていた。左ハンドルで5人乗りまたは7人乗り仕様、バンの2人乗り仕様が存在する。
埼玉県警察にはアトレー7のパトロールカー（ミニパト）が存在する。

## 諸元
- エンジンはK3-VE 型 1,297 cc 直列4気筒 DOHC。最高出力は前期型が90馬力、後期型が92馬力。
- トランスミッションは5速フロアMTと4速コラムATの2タイプ。
- 駆動方式はFRと4WDの2タイプ。

## 年表
- 2000年7月7日 - 発表・発売。CMキャラクターには読売ジャイアンツ（当時）の高橋由伸と『巨人の星』（アニメ版）の主人公の星飛雄馬が起用される。
- 2001年7月 - 一部改良
- 2002年6月 - マイナーチェンジ。エンジン及び走行性能の向上、ロールーフ仕様の追加
- 2004年6月 - オーダーストップに伴い生産終了。以後、在庫分のみの対応となる。
- 2004年11月30日 - 生産終了。以降は在庫対応分のみの販売となる。
- 2004年12月27日[3] ｰ 販売不振・車種整理の対象となり販売終了。これにより、2008年12月のブーンルミナスの発表まで、約4年間、ダイハツの国内向けラインナップからMPV（ミニバン）ワンボックスワゴンタイプの小型普通乗用車が、また多人数乗り国産ミニバンのMT車が消滅することとなる。

## 車名の由来
- 「アトレー」はフランス語の「魅力的な」という意味の Attrai に由来する造語、「7」は7人乗りを表す。